# 일라이어스 감마 부호
일라이어스 감마 부호(Elias gamma code)는 양의 정수를 대응시키는 범용 부호이다. 피터 일라이어스가 1975년 논문에서 ‘복합 표현 γ’({\displaystyle C_{\gamma }})라는 이름으로 소개했다.
감마 부호로 부호화하는 과정은 다음과 같다.
1. 그 수를 이진법으로 적는다.
2. (숫자의 자릿수 - 1)개의 0을 그 앞에 덧붙인다. (일진 부호)

감마 부호를 복호화하는 과정은 다음과 같다.
1. 1이 나올 때까지 0을 읽고 그 개수를 N이라고 한다.
2. 1 다음의 N개의 비트를 읽고, 그 숫자(처음 1을 포함)를 이진법으로 읽는다.

감마 부호로 표현된 첫 몇 개의 정수는 다음과 같다.
```
 1 = 2
0
 + 
0
 = 1
 2 = 2
1
 + 
0
 = 01
0

 3 = 2
1
 + 
1
 = 01
1

 4 = 2
2
 + 
0
 = 001
00

 5 = 2
2
 + 
1
 = 001
01

 6 = 2
2
 + 
2
 = 001
10

 7 = 2
2
 + 
3
 = 001
11

 8 = 2
3
 + 
0
 = 0001
000

 9 = 2
3
 + 
1
 = 0001
001

10 = 2
3
 + 
2
 = 0001
010

11 = 2
3
 + 
3
 = 0001
011

12 = 2
3
 + 
4
 = 0001
100

13 = 2
3
 + 
5
 = 0001
101

14 = 2
3
 + 
6
 = 0001
110

15 = 2
3
 + 
7
 = 0001
111

16 = 2
4
 + 
0
 = 00001
0000

17 = 2
4
 + 
1
 = 00001
0001
```

감마 부호는 부호화될 수 있는 가장 큰 값이 바로 알려져 있지 않거나, 큰 값이 작은 값보다 훨씬 적게 나올 때 사용된다.

## 참고 자료
- Elias, P. (1975). Universal code length sets and representations of integers. IEEE Trans. Inform. Theory, 21, 194--203.

## 같이 보기
- 일라이어스 델타 부호
- 일라이어스 오메가 부호